# Thélepte
Thélepte o Telept (àrab: تلابت, Talābt) és una vila de Tunísia a la governació de Kasserine, situada 4 km al nord de Feriana i 30 km al sud-oest de Kasserine, a tocar d'un lloc anomenat Medinet El Kedima.

## Jaciment arqueològic
Fou la romana Thelepte i la romana d'Orient Thamesmida i en queden nombrosos restes als dos costats de la carretera i la línia ferroviària. Les principals restes són les ruïnes del capitoli i d'una fortalesa romana d'Orient. També hi ha uns banys, un teatre i restes d'algunes esglésies. Una mica allunyades hi ha les ruïnes d'una església de cinc naus, amb algunes columnes i un absis.

## Història
Fou colònia romana probablement al segle ii. Seu d'un bisbat al segle iii, era estació de la carretera que de Cillium, l'actual Kasserine, portava a Theveste, l'actual Tebessa i, cap al sud, a Capsa, l'actual Gafsa. Al segle vi hi va establir la seva residència el governador militar romà d'Orient de la Bizacena.
Procopi diu que la seva fortificació fou obra de l'emperador Justinià I (De Ædificiis, VI, 6).
Se'n coneixen alguns bisbes: Julià, present al concili de Cartago el 256, i Donatià, que va assistir al sínode de Cartago el 411. El 418 es pensa que fou seu d'un sínode o concili. Hi va néixer Sant Fulgenci, bisbe de Ruspe. El 484 el bisbe Frumenci fou desterrat pel rei vàndal Huneric després del sínode de Cartago. El 641 un bisbe de nom Esteve va ser present al concili de Bizacena.
Aquesta zona, on hi havia un aeròdrom, fou objecte de combats al començament del 1943.

## Administració
Forma una municipalitat o baladiyya, amb codi geogràfic 42 19.
Al mateix temps, és un sector o imada, amb codi geogràfic 42 62 61, de la delegació o mutamadiyya de Feriana (42 62).